# 桂竹謝節蜱
桂竹謝節蜱（学名：Shevtchenkella phyllostachya）为節蜱科謝節蜱屬下的一个种。